# Château de Prötzel
Le château de Prötzel est un château baroque, situé dans le Brandebourg à Prötzel (arrondissement de Märkisch-Pays de l'Oder) en Allemagne. Il est cours de restauration pour ouvrir un hôtel de luxe à la fin de l'année 2012.

## Histoire

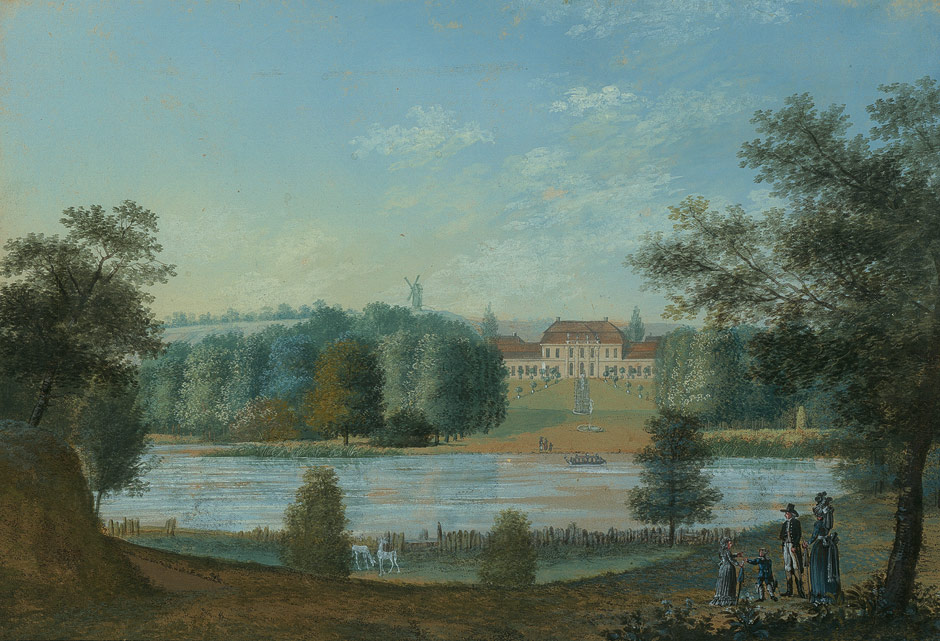
Vue du château de Prötzel par Johann Friedrich Nagel

Le château a été construit en 1712-1717 d'après les plans du fameux Andreas Schlüter pour Paul Anton von Kameke, tandis que le jardin à l'anglaise est aménagé en 1770. Le château est acheté en 1800 par le baron von Eckardstein.
Friedrich August Stüler le restaure et l'agrandit en 1859, ce qui altère son apparence, ainsi que le jardin. Le corps de logis est modernisé en 1924.
Le château est la résidence, d'août 1943 au début de l'année 1945, du nonce apostolique, Mgr Cesare Orsenigo. Les Eckardstein sont expulsés quelques mois plus tard. Le château est pillé. Il est dans un état déplorable dans les années 1990. Il a été acheté en 2007 par un entrepreneur immobilier arménien résidant à Berlin pour en faire un hôtel de luxe.